# Aircraft Owners and Pilots Association
La Aircraft Owners and Pilots Association è  un'organizzazione no profit internazionale che rappresenta gli interessi dei piloti di aviazione generale promuovendo l'economia, la sicurezza, l'utilità e la popolarità del volo con i diversi tipi aeromobili, dall'aviazione generale in senso stretto agli ultraleggeri, che ormai fanno parte a pieno titolo della filiera dell’aviazione generale.
L'aviazione generale è il settore dell'aviazione civile di cui fanno parte tutti i voli non militari condotti per scopi non commerciali e diversi dal trasporto aereo di linea. Comprende quindi tutte le operazioni aeree che non prevedono il trasporto di passeggeri, merci o posta dietro remunerazione o affitto (cioè il trasporto aereo commerciale)

## Storia di AOPA
L'organizzazione nasce negli Stati Uniti, ed ha avuto origine al Philadelphia Aviation Country Club presso l'aeroporto di Wings Field a Blue Bell in Pennsylvania il 24 Aprile 1932, dove si incontravano i suoi membri fondatori. Cambia il suo nome in AOPA (Aircraft Owners and PIlots Association) il 15 Maggio 1939, con C. Towsend Ludington come primo Presidente. Negli Stati Uniti i Soci sono principalmente piloti di Aviazione generale. Nel 1971 l'organizzazione acquista la rivista Airport World magazine e si sposta a Bethesda nel Maryland.
AOPA è la più grande associazione aviatoria del mondo, ed è diffusa internazionalmente in 84 paesi con circa 600.000 Soci.
Dal 1964 IAOPA è l'unico membro riconosciuto permanente dell'ICAO (L'Organizzazione internazionale dell'aviazione civile) in rappresentanza dell'Aviazione generale e del Lavoro Aereo, mentre il ramo europeo dell'associazione IAOPA/EUROPE partecipa a tutte le riunioni dei comitati tecnici di Eurocontrol, di EASA, e a numerose commissioni europarlamentari.

## AOPA in Italia
La delegazione italiana viene costituita il 30 marzo 1961 presso l'Aeroporto di Bresso, codice ICAO LIMB.
Da allora AOPA Italia partecipa a pieno titolo alle riunioni tecniche di ENAC come Stakeholder ufficialmente riconosciuto in rappresentanza dell'Aviazione generale, a quelle dei Comitati C.A.S.O. sulla sicurezza negli aeroporti italiani e a quelle dei Comitati Utenti in rappresentanza dell'utenza di Aviazione generale, interloquisce per le attività Aviazione generale e VDS con l'Aeroclub d'Italia del quale è Associazione Benemerita (delibera n.345 del 21/12/2011), e con i rappresentanti politici Istituzionali sostenendo lo sviluppo del settore e la soluzione di criticità.

## Struttura organizzativa
L'organo di indirizzo è il Consiglio Direttivo , eletto dall'Assemblea dei Soci. La sede attuale si trova presso l'Aeroporto di Bresso LIMB. L'attuale Presidente è Rinaldo Gaspari.